# 西蒙·高維爾
西蒙·高維爾（1959年10月7日—），英國唱片製作人、電視製作人、Syco唱片公司老闆。他是多個電視選秀節目的評審，包括：《流行偶像》、《美國偶像》、《X音素》、《英國達人秀》和《美國達人秀》，發掘不少人才。其因不時對參賽者发表「刻薄」且坦率的評價而聞名。

## 早年生活
高維爾在英國蘭貝斯出生，17歲輟學，做了幾份服务工作。直到他在EMI當執行主管的父親替他在公司找到一份工作。

## 職業生涯
高維爾是多个电视比赛的制作人以及核心人物，包括《流行偶像》、《美國偶像》及《X音素》和《全英一叮》（Britain's Got Talent），并为多个获胜者录制唱片。高維爾成功策划组建了第一个歌剧流行组合Il Divo(美声男伶)。

### 評審
高維爾於2001年開始走向評審事業。起初成為《流行偶像》評審，也於2002年成為美國版評審，直至2003年英國版節目完結後，於2004年擔任自製節目《X音素》評審至2010年。為將《X音素》引進美國以及達成與西蒙·富勒之間的協議，考威爾在2010年擔任《美國偶像》評審後才被史蒂芬·泰勒替代，才可在2011年將自製節目《X音素》引進而改在美國兼任評審，直至2014年因回英擔任評審至今，使美國版《X音素》正式進入歷史。西蒙也是自製節目《英國達人》全系列的評審，同時也於2016年在姐妹系列《美國達人》替代辭任的霍华德·斯特恩的評審席位至今。
然而西蒙身為選秀節目評審時說話既坦率又尖酸刻薄聞名。遇到「才華」太差的參賽者，有時他身旁的評審禮貌地只作嘆息，但他會直接提出批評，曾有參賽者聽到那令人難堪的評語後哭泣。他在《美國偶像》等等的歌手選秀節目當頭棒喝多個參賽者，使才華差的參賽者知道他們的強項不在唱歌。但也因此在甄選時有不少參賽者以粗口回應其評論。因此在2005年，曾被芬蘭歌手Sara Nunes推出單曲「Simon Can't Sing」以西蒙身為歌藝評審且不會歌舞作出諷刺。

## 個人生活

### 戀情、婚姻
高維爾曾於2010年與化妝師Mezhgan Hussainy訂婚，後於次年9月分手，也曾與Carmen Electra交往。後與美籍女性勞倫·西爾弗曼（Lauren Silverman）於2013年結婚，並於2014年誕下一子。先前，勞倫的前夫安德魯·西爾弗曼（Andrew Silverman）原為西蒙的好友。不過在2013年7月，安德魯因勞倫懷有西蒙的骨肉而提出離婚並控告西蒙、勞倫，但在同年8月和解並正式與勞倫離婚。

## 外部連結
- 西蒙·高維爾在互联网电影资料库（IMDb）上的資料（英文）